# Te Vaka
Te Vaka is een Nieuw-Zeelandse muziekgroep. Het is een gezelschap van ongeveer tien muzikanten en dansers afkomstig van eilanden uit de Grote Oceaan, ten zuiden van Hawaii. Zij maken traditionele muziek uit deze regionen. 
De groep werd in 1995 opgericht door Opetaia Foa'i in Nieuw-Zeeland. Sinds 1997 toeren zij regelmatig de wereld rond (onder andere Verenigde Staten, Verenigd Koninkrijk, Europa en Australië) met hun muziek. De leden van de groep zijn afkomstig van Tokelau, Tuvalu, Samoa, Cookeilanden en Nieuw-Zeeland. De meeste van hun nummers worden gezongen in het Tokelaus, het Samoaans en het Tuvaluaans. Opetaia Foa'i is de leadzanger en songwriter van de groep. Hij haalt inspiratie uit zijn eigen multiculturele levenssituatie: hij is namelijk half Tokelaus, half Tuvaluaans, maar geboren te Samoa en opgegroeid in Nieuw-Zeeland. 
De groep heeft reeds zeven albums: Te Vaka (1997), Ki Mua (1999), Nukukehe (2002), Tutuki (2004), Olatia (2007), Haoloto (2009) en Havili (2011). Met de albums Tutuki en Olatia scoorden ze reeds hoog op de New Zealand Music Awards. Verder werd de groep nog uitgeroepen tot "beste Pacifische muziekgroep" tijdens de Pacific Music Awards in 2008. 